# داست ۵۱۴
«داست ۵۱۴» (انگلیسی: Dust 514) یک بازی ویدئویی در سبک تیراندازی اول شخص است؛ که در سال ۲۰۱۳ و در پلت‌فرم پلی‌استیشن ۳ منتشر شده‌است.